# حشره‌خوار مونتان
 حشره‌خوار مونتان (نام علمی: Sorex monticolus) نام یک گونه از سرده حشره‌خوارهای دم‌دراز است.